# Stadionul Arcul de Triumf (1914)
Stadionul Național de Rugby Arcul de Triumf a fost un stadion polivalent din București, amplasat în Sectorul 1, pe Bulevardul Mărăști, lângă Arcul de Triumf al cărui nume îl poartă. A găzduit în principal competiții de rugby, și anume meciurile echipei naționale de rugby a României, cele ale Lupilor București și cele ale CSM Olimpia București.
Stadionul a ocupat terenul istoric cunoscut ca „terenul de la Șosea”, unde s-au disputat primele meciuri de rugby în România. Terenul a fost cedat de Primăria Municipiului București Federației Române de Rugby. Lucrările de construcție au început în 1913 și stadionul a fost inaugurat pe 9 martie 1914 sub denumirea Stadionul Tineretului cu un meci între cluburile de rugby Sporting Club și Tenis Club. În anul 2007, FRR i-a dat numele actual și a decis efectuarea unor lucrări de renovare. Toate cele trei terenuri au fost gazonate și a fost instalată o rețea de drenare a apei. În 2015 a fost anunțat un proiect de modernizare pentru a crește capacitatea la 8.500 de locuri. 
Pe 25 octombrie 2018 au început lucrarile pentru un nou stadion care va putea servi drept teren de antrenament pentru echipele de naționale de fotbal prezente la București, în vederea Campionatului European de Fotbal 2020. Noul stadion a fost finalizat în vara anului 2021.

## Muzică

### Concerte
| An   | Artist          |
| ---- | --------------- |
| 2007 | Muse            |
| 2008 | Leonard Cohen   |
| 2010 | Eros Ramazzotti |
| 2010 | The Cranberries |
| 2010 | Eric Clapton    |